# Jacob Lensky
Jacob Lensky est un footballeur canadien d'origine tchèque, né le 6 décembre 1988 à Vancouver au Canada. Il évolue comme milieu gauche.

## Carrière
- 2004-2007 :  Celtic Glasgow
- 2007-2008 :  Feyenoord Rotterdam
- 2008-2011 :  FC Utrecht[1],[2]

## Palmarès
Néant